# Siciliella
Siciliella is een geslacht van uitgestorven kreeftachtigen uit de klasse van de Ostracoda (mosselkreeftjes).

## Soorten
- Siciliella elongata Crasquin, 2008 †
- Siciliella infernespinosa Crasquin, 2008 †
- Siciliella prima Crasquin, 2008 †
- Siciliella quadrata Crasquin, 2008 †
- Siciliella spinorobusta Crasquin, 2008 †